# Chu Sở Sở
Chu Sở Sở (tiếng Trung: 周楚楚; bính âm: Zhōu Chǔchǔ; sinh ngày 15 tháng 11 năm 1986) là một nữ diễn viên điện ảnh và truyền hình người Trung Quốc.

## Tiểu sử
Chu sinh năm 1986 tại Thành Đô, Tứ Xuyên. Cô cũng có một người em gái. Khi còn trẻ, cô đã đến Bắc Kinh để trở thành một ca sĩ, nhưng cuối cùng đã bỏ nghề. Cô đã thực hiện bộ phim đầu tay của mình trong Ocean Flame vào năm 2008. Cô cũng đóng vai chính trong bộ phim Diệp Vấn: Trận chiến cuối cùng vào năm 2013 cùng với nam diễn viên Hồng Kông Huỳnh Thu Sinh.

## Đóng phim

### Phim ảnh
| Năm  | Tiêu đề tiếng Anh       | Tiêu đề tiếng Trung | Vai diễn          | Ghi chú |
| ---- | ----------------------- | ------------------- | ----------------- | ------- |
| 2008 | Ocean Flame             | 一半海水，一半火焰  | 小白              |         |
| 2010 | Dream Home              | 維多利亞壹號        | 大陆妓女          |         |
| 2010 | Gangster Rock           | 混混天團            | 阿豪女友          |         |
| 2012 | Nightmare               | 青魇                | Luo Xiaoyue; Moon |         |
| 2013 | The Wild Strawberries   | 野草莓              | 罗雪梅            |         |
| 2013 | Ip Man: The Final Fight | 葉問：終極一戰      | 珍妮 (Jenny)      |         |
| 2013 | Scandals                | 囧人之越撓越癢      | 陈紫馨            |         |
| 2014 | The Apostles            | 詭鎮                |                   |         |
| 2018 | Nice to Meet You        |                     |                   |         |
| 2018 | Impermanence            |                     |                   |         |
| 2019 | My Best Summer          |                     |                   |         |

## Giải thưởng
- Liên hoan phim quốc tế Ma Cao lần thứ hai: Giải nữ diễn viên mới xuất sắc nhất cho The Wild Strawberries 野草莓 (2010)[10]